# Viktor de Kowa
Viktor (o Victor) de Kowa, all'anagrafe Viktor Paul Karl Eugen Kowarzik o Kowalczyk (Hochkirch, 8 marzo 1904 – 8 aprile 1973), è stato un attore, regista e cantante tedesco.
Sul grande schermo, apparve in oltre una settantina di differenti produzioni, a partire dalla fine degli anni venti. Tra i suoi ruoli più noti, figura, tra l'altro, quello di Slim Callaghan nella serie televisiva poliziesca Slim Callaghan greift ein (1964).
Fu marito dell'attrice Ursula Grabley e dell'attrice e cantante lirica giapponese Michiko Tanaka.

## Biografia

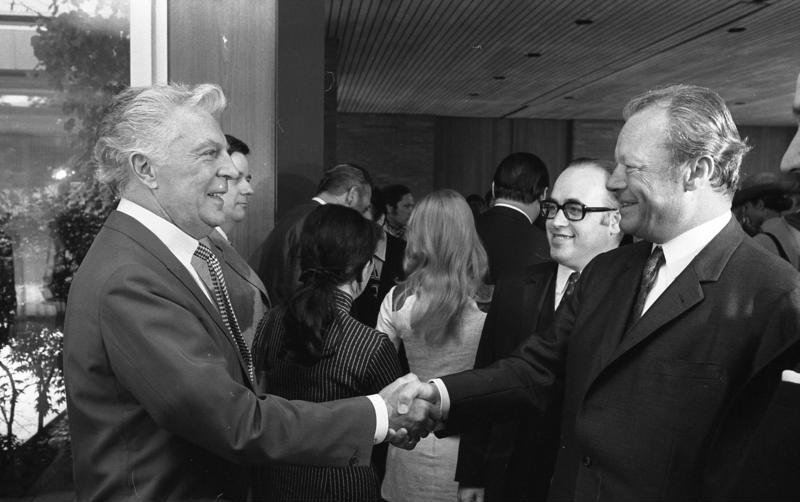
Viktor de Kowa ricevuto dal cancelliere Willy Brandt nel 1971

Viktor Paul Karl Eugen Kowarzik (o Kowalczyk) nasce a Hochkirch, in Sassonia (ora Przesieczany, Polonia), l'8 marzo 1904.
Dopo la vendita della proprietà terriera del padre, trascorre la sua infanzia a Dresda.
Dopo aver studiato recitazione con Erich Ponto all'Accademia delle Arti di Dresda, nel 1922 fa il proprio debutto in teatro allo Dresdner Staatstheater. In seguito, recita nei teatri di Lubecca, Francoforte sul Meno, Amburgo e Berlino.
Nel 1926, sposa la collega Ursula Grabley.
Nel 1929, fa il proprio debutto sul grande schermo recitando nella pellicola La danzatrice di corda (Katharina Knie).
Nel 1941 divorzia da Ursula Grabley e sposa Michiko Tanaka.
Dopo essersi iscritto al partito nazionalsocialista,  nel 1941 dirige il film di propaganda di regime Kopf hoch, Johannes!.
Muore a Berlino l'8 aprile 1973, all'età di 69 anni, a causa di un tumore alla lingua.

## Filmografia parziale

### Attore

#### Cinema
- La danzatrice di corda (Katharina Knie), regia di Karl Grune (1929)
- Pension Schöller, regia di Georg Jacoby (1930)
- 1914, die letzten Tage vor dem Weltbrand (1931)
- Die Faschingsfee
- Der wahre Jakob, regia di Hans Steinhoff (1931)
- Die andere Seite, regia di Heinz Paul (1931)
- Der Stolz der 3. Kompanie
- Fasse dich kurz
- Un affare misterioso (Unheimliche Geschichten), regia di Richard Oswald (1932)
- Tannenberg, regia di Heinz Paul (1932)
- L'Orloff, regia di Max Neufeld (1932)
- Der Stolz der 3. Kompanie (1932)
- Il corridore di maratona (1933)
- Es war einmal ein Musikus (1933)
- Polizeiakte 909 (1933)
- Se fossi il padrone (1934)
- Notte di maggio (1934)
- Lockvogel (1934)
- Skandal um die Fledermaus (1936)
- Spiel an Bord (1936)
- Die göttliche Jette (1937)
- Non promettermi nulla (Versprich mir nichts!), regia di Wolfgang Liebeneiner (1937)
- Ordine sigillato (1938)
- Dimmi di sì! (1938)
- Der Optimist (1938)
- L'affare Styx (1942)
- A suon di musica (1942)
- Dono di primavera (1943)
- Ein glücklicher Mensch, regia di Paul Verhoeven (1943)
- Das Leben geht weiter (1945)
- Peter Voss, der Millionendieb, regia di Karl Anton (1946)
- Zwischen gestern und morgen (1947)
- Scandalo all'ambasciata (1950)
- Der blaue Stern des Südens (1951)
- Der Fürst von Pappenheim, regia di Hans Deppe (1952)
- Il generale del diavolo (1955)
- Musik im Blut (1955)
- Nichts als Ärger mit der Liebe (1956)
- Ein Mädchen aus Flandern (1956)
- Sissi a Ischia (1958)
- Un posto in paradiso (1958)
- Capitan Uragano (1960)
- Schlußakkord (1960)
- Il castello dell'orrore (1961)
- Diesmal muß es Kaviar sein (1961)
- L'eredità della zia d'America (1963)
- Tempesta alla frontiera (1966)

#### Televisione
- Der Groß-Cophta - film TV (1960)
- Papiermühle - film TV (1960)
- Ein besserer Herr - film TV (1963)
- Slim Callaghan greift ein - serie TV (1964)
- Ein Walzertraum - film TV (1969)
- Glückspilze - film TV (1971)

### Regista
- Schneider Wibbel (1939)
- Kopf hoch, Johannes! (1941)
- Casanova heiratet  (1941)
- Brave Diebe - film TV (1950)
- Die lieben Kinder - film TV (1970)

### Sceneggiatore
- Dimmi di sì! (1938)

- Dimmi di sì! (1938)

## Teatro (lista parziale)
- Ballo al Savoy - operetta (1932)

## Discografia
- Grete Weiser & Viktor De Kowa (con Grete Weiser)[5]